# Корнелія Ендер
Корнелія Ендер  (нім. Kornelia Ender, 25 жовтня 1958) — німецька плавчиня, чотириразова олімпійська чемпіонка.

## Виступи на Олімпіадах
| Олімпіада     | Дисципліна                            | Місце |
| ------------- | ------------------------------------- | ----- |
| Мюнхен 1972   | естафета 4 × 100 вільним стилем       | 2     |
| Мюнхен 1972   | 200 метрів, комплексне плавання       | 2     |
| Мюнхен 1972   | комплексна естафета 4 × 100           | 2     |
| Монреаль 1976 | плавання на 100 метрів вільним стилем | 1     |
| Монреаль 1976 | плавання на 200 метрів вільним стилем | 1     |
| Монреаль 1976 | естафета 4 × 100 вільним стилем       | 2     |
| Монреаль 1976 | плавання на 100 метрів, батерфляй     | 1     |
| Монреаль 1976 | комплексна естафета 4 × 100           | 1     |